# Gesta Stephani

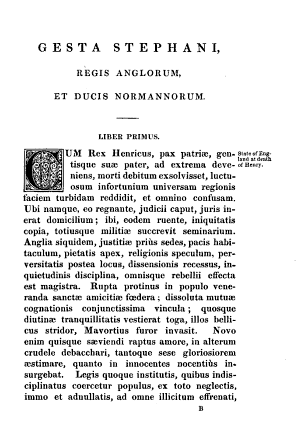
Gesta Stephani

Gesta Stephani o Deeds of King Stephen o Acts of Stephen es una crónica de la historia de Inglaterra de mediados del siglo XII escrita por un autor anónimo, que se enfoca en el rey Esteban y sus luchas con su prima Matilde, también conocida como la emperatriz Maud. Es una de las principales fuentes para este período de la historia.
Algunos historiadores creen que el autor puede haber sido Robert de Bath, obispo de Bath de 1136 a 1166. Gesta Stephani fue publicada por primera vez en París en 1619, a partir de un manuscrito de la biblioteca episcopal de Laon que posteriormente se perdió. Recientemente fue encontrado, y después publicado, un manuscrito completo en la Biblioteca Municipal de Valenciennes, que fue transferido desde la cercana abadía de Vicoigne. El texto latino cuenta en 120 capítulos la anarquía durante el reinado de Esteban y termina con el ascenso al trono de Enrique II.